# ديف غرين (أستاذ جامعي)
ديف غرين (بالإنجليزية: Dave Green)‏ هو عالم فلك بريطاني، ولد في 1959 في كينغستون أبون هال في المملكة المتحدة.

## وصلات خارجية
- الموقع الرسمي